# Cerapachys marginatus
Cerapachys marginatus är en myrart som beskrevs av Carlo Emery 1897. Cerapachys marginatus ingår i släktet Cerapachys och familjen myror. Inga underarter finns listade i Catalogue of Life.